# Новиков, Николай Александрович (1920)
Николай Александрович Новиков (1920—1943) — капитан Рабоче-крестьянской Красной Армии, участник Великой Отечественной войны, Герой Советского Союза (1943).

## Биография
Николай Новиков родился 6 мая 1920 года в Смоленске. Окончил среднюю школу. В 1939 году Новиков был призван на службу в Рабоче-крестьянскую Красную Армию. В 1941 году он окончил Смоленское артиллерийское училище. С апреля 1942 года — на фронтах Великой Отечественной войны.
К октябрю 1943 года капитан Николай Новиков командовал дивизионом 118-го артиллерийского полка 69-й стрелковой дивизии 65-й армии Центрального фронта. Отличился во время битвы за Днепр. 15 октября 1943 года дивизион Новикова в числе первых переправился через Днепр в Лоевском районе Гомельской области Белорусской ССР, уничтожив 1 артиллерийскую и 2 миномётные батареи, 21 пулемёт противника. В боях за удержание плацдарма дивизион отразил 10 контратак противника, уничтожив 10 огневых точек, 3 батареи миномётов, около 80 солдат и офицеров противника. В тех боях Новиков получил тяжёлое ранение, от которого скончался 4 ноября 1943 года. Похоронен в посёлке Радуль Репкинского района Черниговской области Украины.
Указом Президиума Верховного Совета СССР от 24 декабря 1943 года за «образцовое выполнение боевых заданий командования на фронте борьбы с немецкими захватчиками и проявленные при этом мужество и героизм» капитан Николай Новиков посмертно был удостоен высокого звания Героя Советского Союза. Также был награждён орденами Ленина, Отечественной войны 2-й степени и Красной Звезды.
В честь Новикова названа школа на его родине.